# Communards. The Platinum Collection
Communards. The Platinum Collection – składankowy album duetu The Communards – Jimmy Somerville i Richard Coles – wydany w 2006 r., w 18 lat po rozwiązaniu zespołu, zawierająca największe przeboje tej brytyjskiej grupy pop-rockowej. Album wyprodukowała wytwórnia WEA International na CD, pod numerem katalogowym 113036.

## Lista utworów
1. Don't Leave Me This Way (4:49), Kenny Gamble, Cary Gilbert, Leon Huff
2. You Are My World (4:28), muzyka i słowa Jimmy Somerville i Richard Coles
3. Breadline Britain (2:31), muzyka i słowa Jimmy Somerville i Richard Coles
4. Disenchanted (4:12), muzyka i słowa Jimmy Somerville i Richard Coles
5. The Great Escape (2:16), muzyka i słowa Jimmy Somerville i Richard Coles
6. Don't Slip Away (2:59), muzyka i słowa Jimmy Somerville i Richard Coles
7. La Dolarosa (2:44), muzyka i słowa Jimmy Somerville i Richard Coles
8. Never Can Say Goodbye (5:34), muzyka i słowa Clifton Davis
9. When the Walls Come Tumbling Down (4:21), muzyka i słowa Jimmy Somerville i Richard Coles
10. For a Friend (5:03), muzyka i słowa Jimmy Somerville i Richard Coles
11. There's More to Love Than Boy Meets Girl (4:27), muzyka i słowa Jimmy Somerville i Richard Coles
12. Victims (4:32), muzyka i słowa Jimmy Somerville i Richard Coles
13. Zing Went the Strings of My Heart (2:47), muzyka i słowa James F. Hanley
14. Judgement Day (5:14), muzyka i słowa Jimmy Somerville i Richard Coles
15. Reprise (5:23), muzyka i słowa Jimmy Somerville i Richard Coles